# Союзная решимость — 2022
«Союзная решимость — 2022» — совместные военные учения Вооружённых сил Российской Федерации и Вооружённых сил Республики Беларусь, которые проводились с 10 по 20 февраля 2022 года на территории Республики Беларусь. Через четыре дня после окончания учений российские войска вторглись на Украину, при этом вторжение осуществлялось, в том числе, с территории Белоруссии.

## Цели
Решение о совместных российско-белорусских учениях «Союзная решимость-2022» было принято в декабре президентами России и Белоруссии Владимиром Путиным и Александром Лукашенко.
18 января 2022 года на брифинге для иностранных военных атташе заместитель министра обороны РФ Александр Фомин сообщил, что целями учений является проведение внеплановой проверки войск и отработка различных вариантов совместных действий по нейтрализации угроз и стабилизации обстановки на границах Союзного государства. Подготовка войск и сил к действиям не только в своих границах ответственности, но и к решению внезапно возникающих задач по локализации кризисных ситуаций на любых направлениях.
Важная часть учений — оценка возможностей транспортной инфраструктуры по обеспечению перевозки войск в ходе переброски российских частей на территорию Белоруссии. В связи с этим в учениях от России принимают участие органы управления и подразделения Восточного военного округа (Дальний Восток и Восточная Сибирь).
В Минобороны России подчеркнули, что вся информация, обнародованная Александром Фоминым иностранным военным атташе во время брифинга, была предоставлена российским военным ведомством «в рамках добровольной транспарентности».

## Численность сил

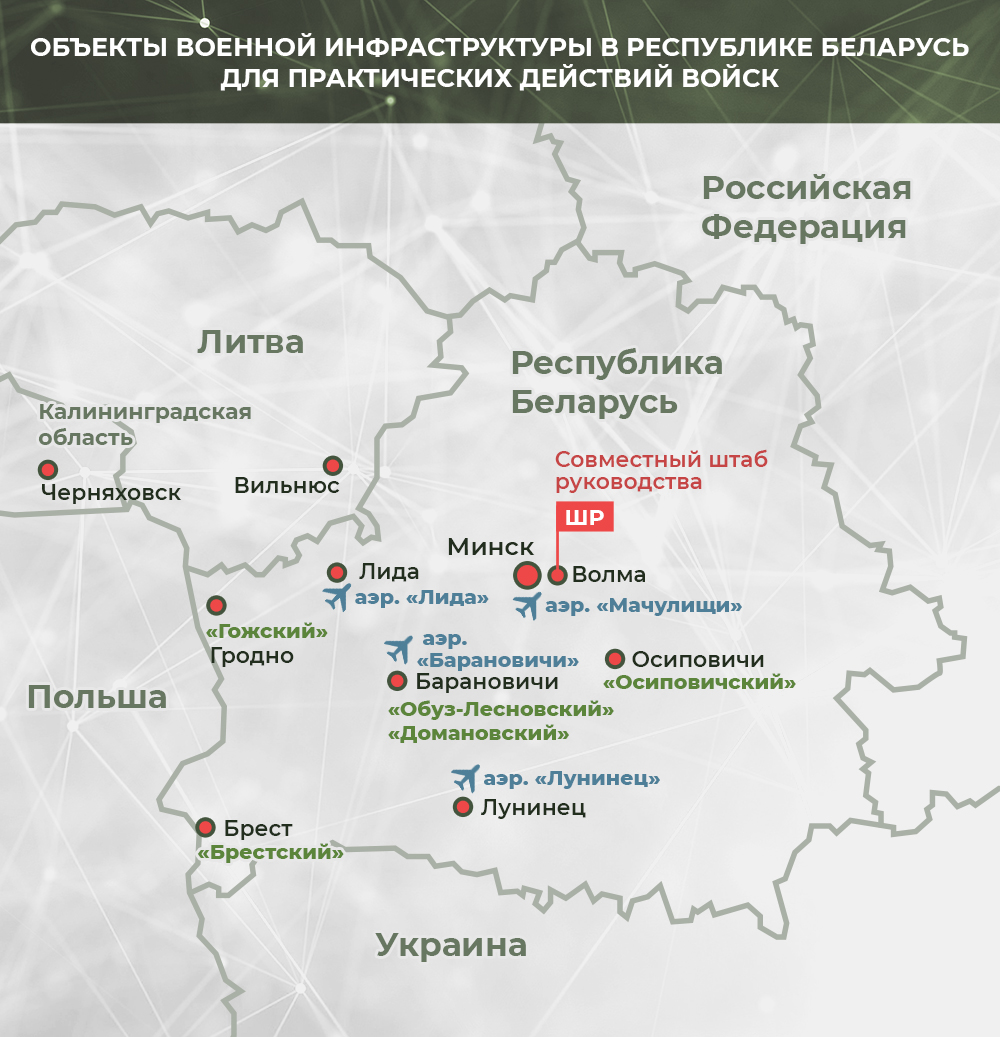

О численности военных, которые будут задействованы в учениях, объявлено не было. Министр обороны РФ Сергей Шойгу заявил, что количество участников манёвров и основных систем вооружения не превышает параметры, установленные Венским документом 2011 года. В связи с этим Россия и Белоруссия не были обязаны уведомлять иностранных партнёров об учениях.

## Легенда
Официально легенда учений не разглашается. Высказывались мнения, что по сценарию Белоруссия подвергается нападению со стороны четырёх соседних государств. С севера её атакуют Нярис, Помория и Клопия. С юга на белорусскую территорию вероломно вторгается Днепровия. Однако российские и белорусские войска дают решительный отпор агрессорам.

## Ход учений
В рамках учений на территорию Белоруссии было перебазировано 12 самолётов Су-35, а также самолёты Су-25СМ, два дивизиона систем ПВО С-400 и дивизион зенитных ракетно-пушечных комплексов «Панцирь-С».
Войска Восточного военного округа и ВДВ, участвующие в учении «Союзная решимость», во взаимодействии с белорусскими вооружёнными силами отрабатывали вопросы отражения агрессии против Союзного государства в ходе оборонительной операции. В оперативно-важных районах Мирового океана и акваториях морей, прилегающих к территории России, проводилась серия военно-морских учений, в которых были задействованы надводные корабли, подводные лодки и морская авиация.
12 февраля в Чёрном море начались манёвры с участием более 30 кораблей, авиации и береговых войск.
14 февраля министр обороны РФ Сергей Шойгу сообщил на встрече с президентом РФ Владимиром Путиным, что российские военные проводят ряд учений, некоторых из них завершилась, другие близки к завершению. По его словам, «учения проводит Западный военный округ, практически на всех флотах — это и в Баренцевом море, Чёрном море, Балтийском море, Тихоокеанский флот».
15 февраля Черноморский флот сообщил, что на манёврах в Чёрном море состоялись артиллерийские стрельбы. Корабли отработали вопросы обороны побережья Крымского полуострова, пунктов базирования сил ЧФ, морских коммуникаций и районов морской экономической деятельности.
15 февраля подразделения Западного и Южного военных округов, выполнившие задачи, начали возвращение с учений в пункты базирования по железной дороге и автомобильным транспортом.
В ходе совместных учений на территории Белоруссии российские расчёты РСЗО Восточного военного округа на полигоне Обуз-Лесновский отработали задачи по занятию и смене огневых позиций, после чего уничтожили бронетехнику и объекты условного противника.
Через четыре дня после окончания учений российские войска вторглись на Украину, при этом вторжение осуществлялось, в том числе, с территории Белоруссии.
- 11.02.2022. Отработка задач по блокированию и уничтожению условного незаконного вооружённого формирования
- 15.02.2022. Боевые пуски тактического ракетного комплекса «Точка-У»
- 17.02.2022. На полигоне Осиповичский
- 18.02.2022. Общение Лукашенко с журналистами
- 19.02.2022. Лукашенко и Путин приняли участие в тренировке из Ситуационного центра Президента России в Кремле